# Arp Schnitger

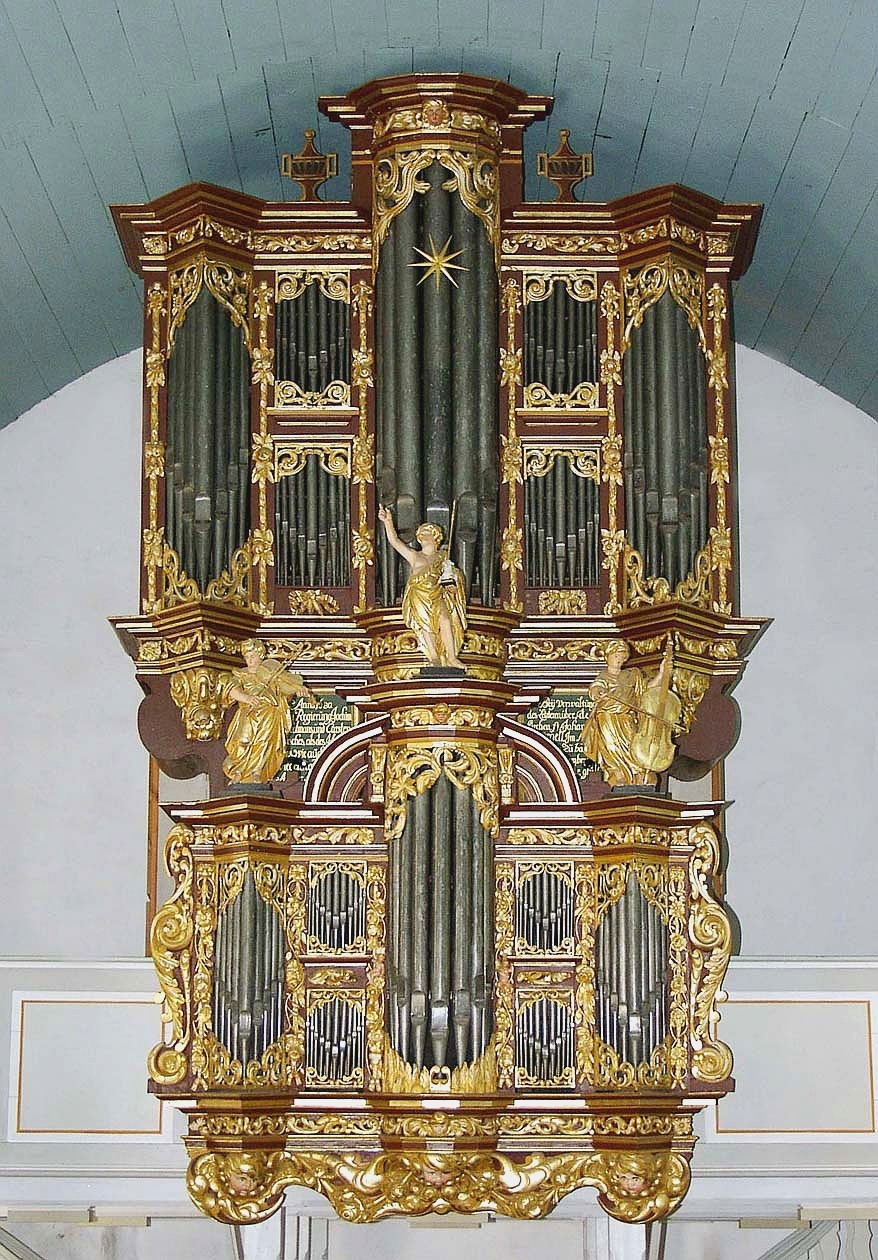
Arp-Schnitger-orgel i Cappel.

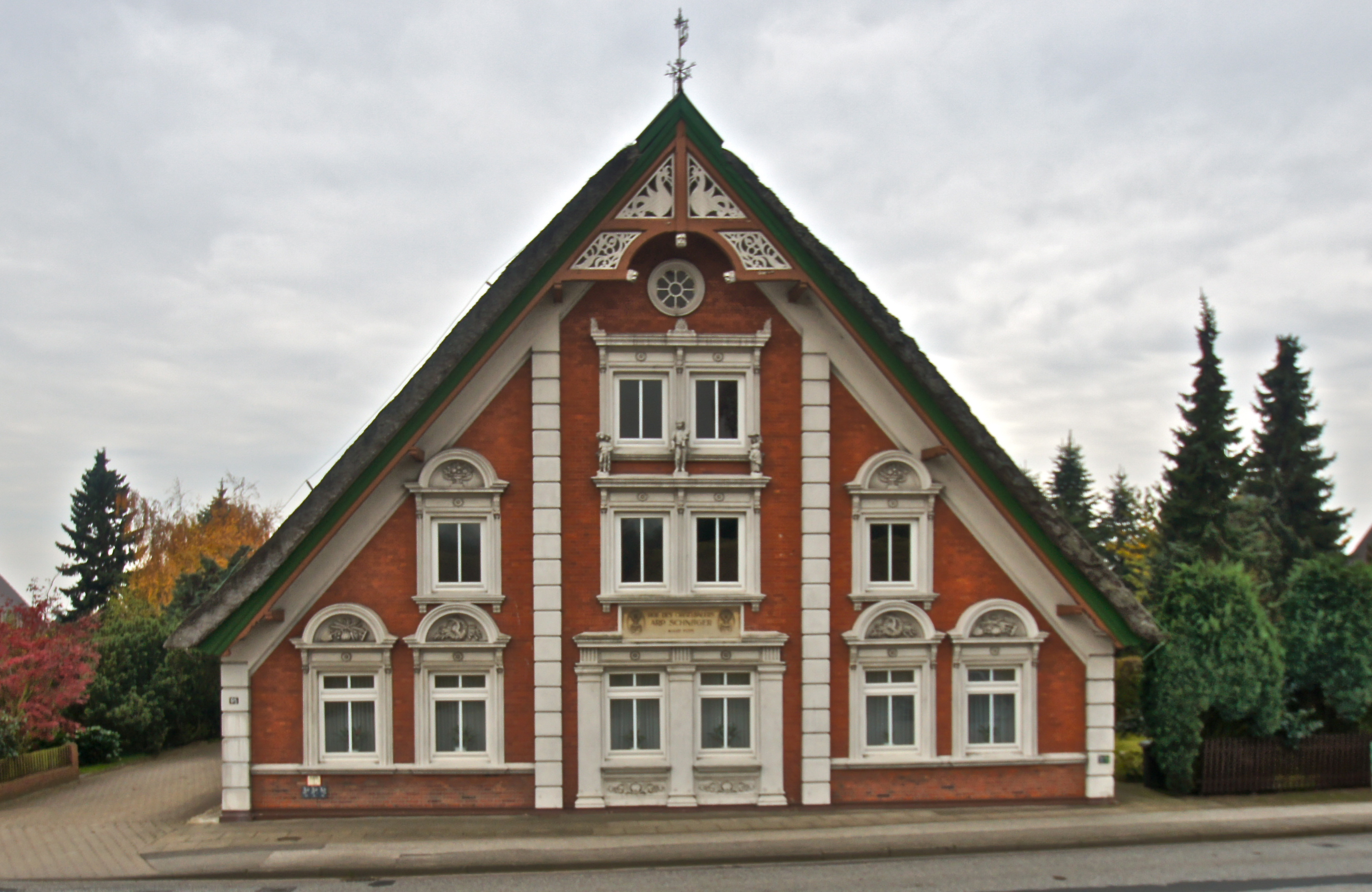
Arp Schnitgers gård i Neuenfelde.

Arp Schnitger, född troligtvis 2 juli 1648 i Schmalenfleth, död (gravsatt) 28 juli 1719 i Neuenfelde, var en tysk orgelbyggare.
Schnitger utbildades i faderns verkstad till snickare. Han fortsatte sina studier hos familjens släkting Berendt Hus i Glückstadt och blev orgelbyggare. Schnitger besökte som gesäll flera orter i norra Tyskland och efter mästarens död övertog han dennes verkstad. Han fick överregional berömmelse för orgeln som han skapade för S:t Nikolai-kyrkan i Hamburg. För att skapa orgeln blev han 1682 medborgare i staden och arbetet varade i ungefär fem år. Orgeln var med fler än 4 000 pipor den största som fanns i Tyskland men den förstördes i en brand 1862. Olika musiker som Dietrich Buxtehude, Georg Friedrich Händel och Johann Sebastian Bach hade besökt Hamburg för att spela på orgeln.
Schnitger var först gift med köpmansdotter Gertrud Otte. De hade tillsammans två döttrar och fyra söner och de senare blev likaså orgelbyggare. Efter fruns död gifte Schnitger om sig med Anna Elisabeth Koch som var änka till en organist.
Schnitger fick uppdrag från England, Ryssland, Spanien och Portugal. Han utnämndes 1708 till hovets officiella orgelbyggare i Preussen. Efter döden blev han gravsatt i kyrkan i Hamburg-Neuenfelde. Graven återupptäcktes efter andra världskriget och den fick 1971 en minnesplatta.
Arp Schnitger eller hans verkstad skapade cirka 170 orglar. Ungefär 30 av dessa finns bevarade.